# ان (۴) -کلرواستیل‌سیتوزین آرابینوزید
ان(۴)-کلرواستیل‌سیتوزین آرابینوزید (به انگلیسی: N(4)-Chloroacetylcytosine arabinoside) با فرمول شیمیایی C۱۱H۱۴ClN۳O۶ یک ترکیب شیمیایی با شناسه پاب‌کم ۳۰۸۱۰۴۲ است. که جرم مولی آن ۳۱۹٫۷ g/mol می‌باشد. 